# Ryszard Krajewski (dziennikarz)
Ryszard Krajewski (ur. 1945) – prawnik, dziennikarz, producent telewizyjny, twórca i do 15 czerwca 2009 prezes telewizji Superstacja.
W latach 80. wyemigrował do USA. Zaczynał jako sprzedawca mebli, ochroniarz (studiując jednocześnie na Uniwersytecie Kalifornijskim), aby po kilku latach zostać właścicielem kilku przedsiębiorstw, które przed powrotem do Polski sprzedał z dużym zyskiem.
Jest producentem „Familiady” w TVP2, której licencję przywiózł ze sobą z USA oraz właścicielem studiów telewizyjnych przy ul. Inżynierskiej w Warszawie, na bazie których w 2006 roku otworzył stację telewizyjną Superstacja. Właściciel, od 5 kwietnia 2007 roku (po sprzedaniu 50% udziałów Spółce „Ster” powiązanej z Zygmuntem Solorzem) współwłaściciel stacji; 12 kwietnia 2009 roku sprzedał Spółce „Ster” pozostałe 50% udziałów w stacji.

Jest większościowym właścicielem spółki „Astro” S.A. i przewodniczącym jej rady nadzorczej oraz prezesem zarządu „K&R Enterprises” sp. z o.o. W 2017 roku otworzył nowy kanał telewizyjny „E-Sport”.